# Barmen (Schiff)
Die Barmen ist eine als Katamaran ausgelegte Doppelendfähre der norwegischen Reederei Vidar Hop Skyssbåter.

## Geschichte
Die Fähre wurde unter der Baunummer 23 auf der Måløy Verft in Degnepoll gebaut. Der Stapellauf fand am 24. September 2019 statt. Die Fähre wurde im Dezember 2019 abgeliefert. Sie basiert auf dem von Sea Technology in Degnepoll entworfenen Typ CFC3XM. Rumpf und Aufbauten sind aus Verbundwerkstoffen statt aus Stahl gefertigt. Dies reduziert das Gewicht der Fähre und damit die für den Antrieb nötige Leistung.
Die Fähre verkehrt auf der rund 1,6 km lange Fährverbindung zwischen Barmsund und Barmen auf der Insel Barmøya. Sie ersetzte die zuvor auf der Fährverbindung verkehrenden, 1970 gebaute Barmøy.

## Technische Daten und Ausstattung
Die Fähre wird elektrisch durch zwei Elektromotoren angetrieben, die auf zwei Propellergondeln mit Kortdüse wirken. Für die Stromversorgung des Antriebs und des Bordnetzes stehen Akkumulatoren mit 156 kWh zur Verfügung. Zur Sicherheit steht ein von einem Volvo-Penta-Dieselmotor des Typs D5 angetriebener Generator für die Stromerzeugung zur Verfügung.
Die Fähre verfügt über ein durchlaufendes Fahrzeugdeck mit zwei Fahrspuren. Auf einer Seite der Fähre ist ein Aufenthaltsraum für die Passagiere eingerichtet. Darüber befindet sich das Steuerhaus. Die Fähre kann 48 Passagiere und 10 Pkw befördern.